# Битва при Базалети
Битва при Базалети (груз. ბაზალეთის ბრძოლა) - сражение между двумя враждующими грузинскими партиями, центром которых были Теймураз I Кахетинский и его непокорный дворянин Георгий Саакадзе, состоявшееся осенью 1626 года.
Битва стала кульминацией борьбы за власть, развернувшейся после того, как грузинская знать объединилась вокруг Теймураза и Саакадзе и отвоевала большую часть восточногрузинских царств Картли и Кахети от иранской оккупации. Иранский шах Аббас I использовал соперничество между Теймуразом и Саакадзе, чтобы разделить грузин на две враждующие партии и наказать Саакадзе, который ранее воевал под иранскими войсками.
Сражение произошло у озера Базалети в восточной Грузии, примерно в 60 км (37 миль) к северо-западу от Тбилиси. В упорном сражении был убит заместитель Саакадзе, Давид Гогришвили, а его деморализованные войска были разбиты царской армией. Саакадзе бежал в Османскую империю, где был убит в 1629 году.
Битва при Базалети описана в романе Анны Антоновской «Великий Моурави».